# Duna

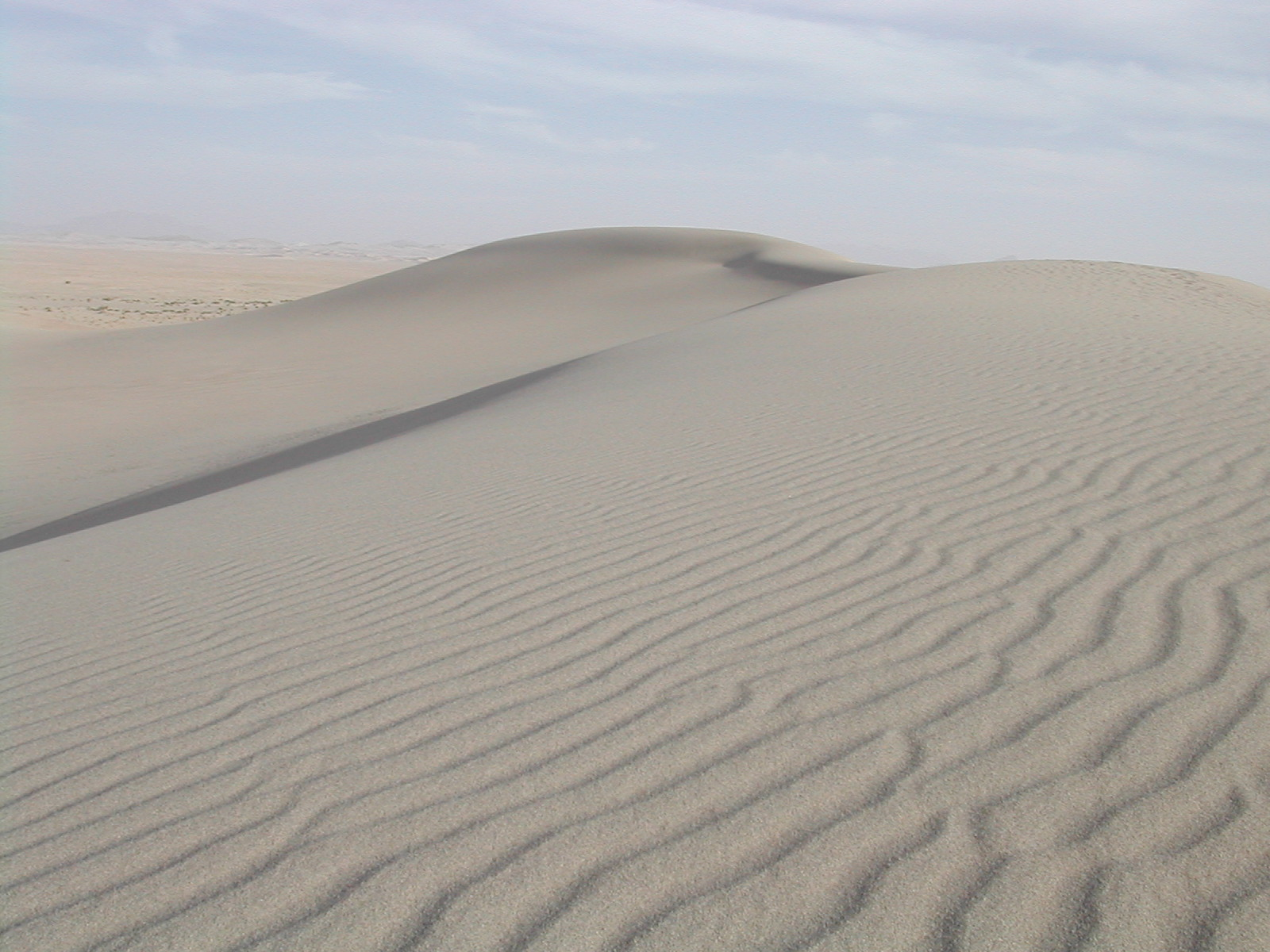
Pohled na příčné pouštní duny

Duna je písečný přesyp, který vzniká převážně v pouštních oblastech anebo vlivem větrného odnosu částic v oblasti plážového pobřeží. Písečná duna je tvořena z drobných písečných zrnek, které jsou větrnou silou neustále přenášeny z jednoho místa na jiné pomocí saltace (pohyb, během kterého je částice valena po povrchu). Postupným tlačením částic se na jistém místě začne akumulovat dostatečné množství částic, které začnou tvořit přesyp. Akumulace často vzniká v oblastech, kde je přirozená zábrana větrnému proudění a nebo místo, kde dochází ke zmenšení rychlosti větru. Je-li tento pohyb významný, pak se takové duny nazývají pohyblivé (saltační) duny. Podle směru převažujícího větru se utváří určité druhy dun, které jsou typické pro určité oblasti a které napovídají o převládajícím větrném proudu v oblasti. Typické jsou především pro pouštní oblasti typu erg.

## Bližší popis

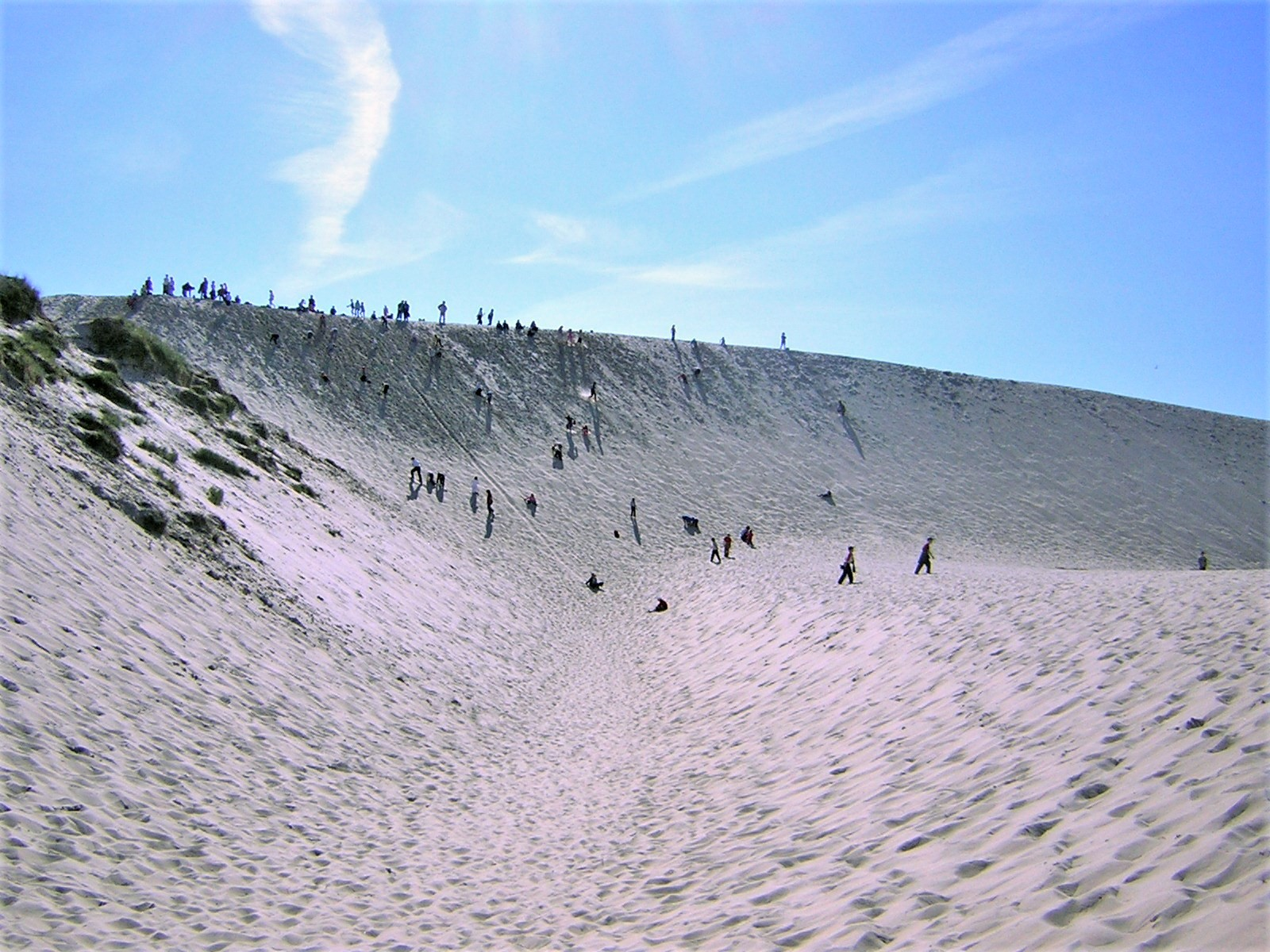
Pohyblivé duny v Polsku

V oblastech s plážovým mořským pobřežím se rozlišuje taktéž několik typů dun podle jejich stupně zpevnění, zásobení živinami a s tím souvisejícím vegetačním krytem:

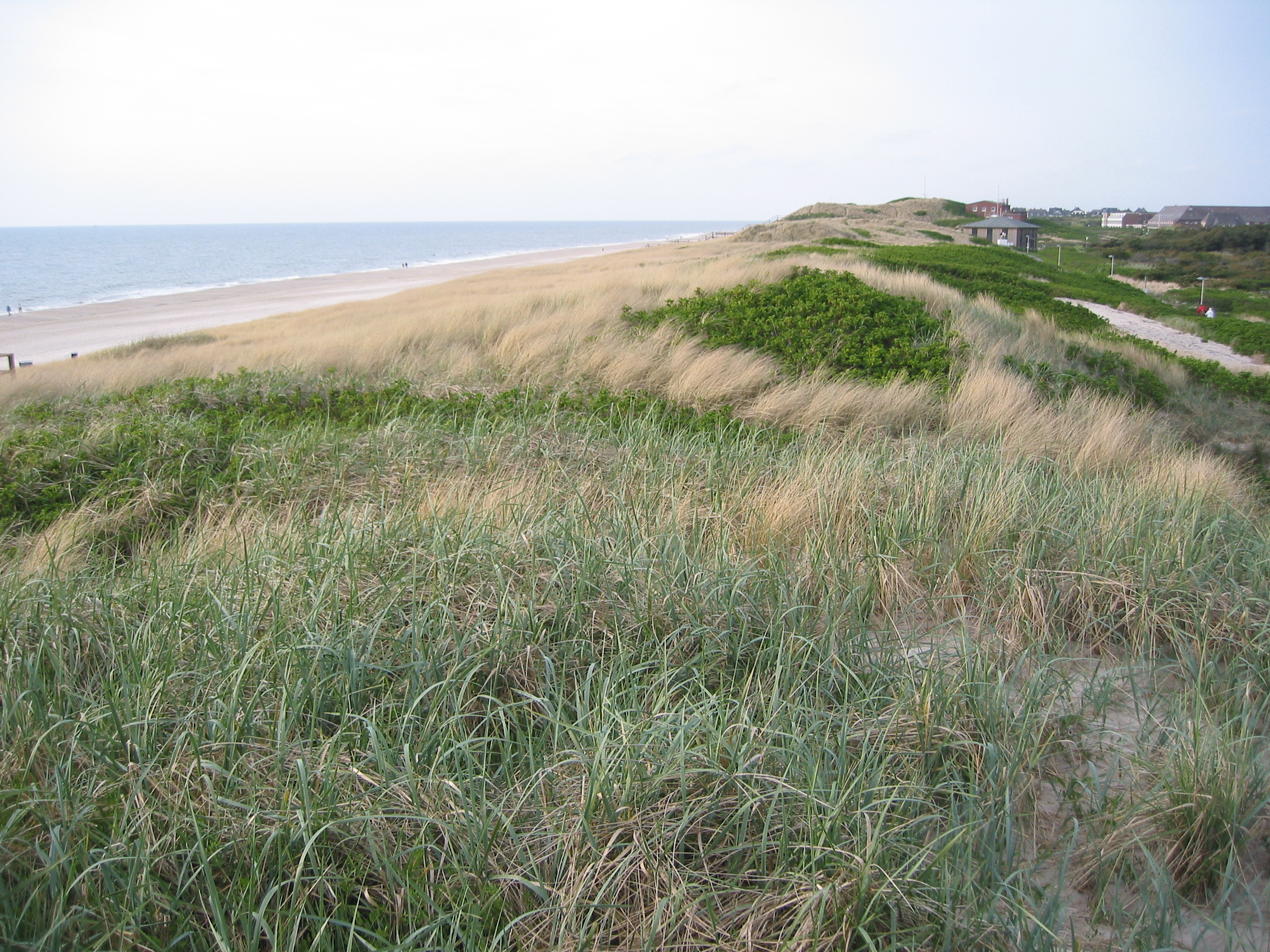
Travinami porostlá bílá duna v severním Německu

- embryonální duny – jsou nejblíže pobřeží, nezpevněné a velmi pohyblivé, vysoce ovlivněné podzemní slanou vodou
- bílé duny – pohyblivé, ale stabilnější než předchozí, dále od pobřeží; typicky porůstají dunovými travinami jako kamýš písečný (Ammophila arenaria)
- šedé duny – nejdál od pobřeží, zcela zpevněné a obohacené organickým materiálem; trávníky s paličkovcem šedavým (Corynephorus canescens), při déletrvající sukcesi písčité bory

## Písečné přesypy v Česku
Duny se vyskytují i v Česku. Většinou se jedná o pozůstatky dun v okolí velkých řek, jako je Labe, které vznikly v pleistocénu. Jsou to například:
- Vesecký kopec
- Přesypy u Živanic
- Přesypy u Rokytna
- Duny u Sváravy
- Semínský přesyp
- Přesyp u Malolánského
- Písečný přesyp u Píst
- Písečný přesyp u Vlkova
- Písečný přesyp u Osečka

## Písečné přesypy na pobřeží Baltského moře

### Francie
Dune du Pilat (Dune de Pyla) je nejvyšší pohyblivá duna v Evropě a zároveň i nejvyšší duna v Evropě s výškou cca 107 m n. m. .

### Polsko
Poměrně rozsáhlé pohyblivé duny (Wydmy ruchome) se vyskytují v Polsku ve Slovinském národním parku, nejvyšší z nich je Łącka Góra. V Polsku se také vyskytuje nejvyšší nepohyblivá duna v Evropě, kterou je Wielbłądzi Grzbiet s 49,5 m n. m. u Krynice Morske na Viselské kose.

### Litva a Rusko
Poměrně rozsáhlé pohyblivé duny se vyskytují také na Kurské kose v Litvě a Rusku.